# لیفرن
لیفرن (به هلندی: Lieveren) یک منطقهٔ مسکونی در هلند است که در نوردن‌فلد واقع شده‌است. لیفرن ۲۶۰ نفر جمعیت دارد.